# Neuville-sur-Vannes

Neuville-sur-Vanne este o comună în departamentul Aube din nord-estul Franței. În 1 ianuarie 2022 avea o populație de 469 de locuitori.